# Николай Български
Николай е български патриарх, оглавявал църквата около 1000 година. Споменат е като охридски архиепископ в краткото житие на свети Иван Владимир, където е посочен като учител на светеца. Друго споменаване на охридски архиепископ с името Николай е в списък с български светци, част от Зографската история. Николай не е споменат в Дюканжовия списък.